# Box-office France 1961
Cet article traite du box-office au cinéma de l'année 1961, en France.

## Les films de plus d'un million d'entrées
| Classement | Titre                                  | Pays                           | Réalisateur                                           | Box-office France   |
| ---------- | -------------------------------------- | ------------------------------ | ----------------------------------------------------- | ------------------- |
| 1.         | Les 101 Dalmatiens                     |                                | Clyde Geronimi / Hamilton Luske / Wolfgang Reitherman | 14 660 594 entrées, |
| 2.         | Les Canons de Navarone                 |                                | J. Lee Thompson                                       | 10 197 729 entrées  |
| 3.         | Les Sept Mercenaires                   |                                | John Sturges                                          | 7 037 826 entrées   |
| 4.         | Un taxi pour Tobrouk                   |                                | Denys de La Patellière                                | 4 927 793 entrées   |
| 5.         | Le Comte de Monte Cristo               |                                | Claude Autant-Lara                                    | 4 478 776 entrées   |
| 6.         | Les Trois Mousquetaires                | Bernard Borderie               | 4 471 861 entrées                                     |                     |
| 7.         | Don Camillo Monseigneur                |                                | Carmine Gallone                                       | 4 280 338 entrées   |
| 8.         | Le Cid                                 |                                | Anthony Mann                                          | 4 226 723 entrées   |
| 9.         | La Belle Américaine                    |                                | Robert Dhéry                                          | 4 151 247 entrées   |
| 10.        | Exodus                                 |                                | Otto Preminger                                        | 3 897 380 entrées   |
| 11.        | Le Miracle des loups                   |                                | André Hunebelle                                       | 3 784 157 entrées   |
| 12.        | Tintin et le Mystère de la Toison d'or |                                | Jean-Jacques Vierne                                   | 3 640 607 entrées   |
| 13.        | Spartacus                              |                                | Stanley Kubrick                                       | 3 525 328 entrées   |
| 14.        | La Princesse de Clèves                 |                                | Jean Delannoy                                         | 3 424 907 entrées   |
| 15.        | Le Capitaine Fracasse                  | Pierre Gaspard-Huit            | 3 152 121 entrées                                     |                     |
| 16.        | La Bride sur le cou                    | Roger Vadim                    | 2 815 047 entrées                                     |                     |
| 17.        | Le cave se rebiffe                     | Gilles Grangier                | 2 812 814 entrées                                     |                     |
| 18.        | Le Président                           | Henri Verneuil                 | 2 785 528 entrées                                     |                     |
| 19.        | Le Triomphe de Michel Strogoff         | Victor Tourjanski              | 2 711 243 entrées                                     |                     |
| 20.        | Écoute ma chanson                      |                                | Antonio del Amo                                       | 2 684 313 entrées   |
| 21.        | Dynamite Jack                          |                                | Jean Bastia                                           | 2 456 749 entrées   |
| 22.        | Tout l'or du monde                     | René Clair                     | 2 421 026 entrées                                     |                     |
| 23.        | Le chat miaulera trois fois            |                                | Steno                                                 | 2 414 383 entrées   |
| 24.        | Les Livreurs                           |                                | Jean Girault                                          | 2 388 449 entrées   |
| 25.        | Aimez-vous Brahms ?                    |                                | Anatole Litvak                                        | 2 387 793 entrées   |
| 26.        | Rocco et ses frères                    |                                | Luchino Visconti                                      | 2 169 890 entrées   |
| 27.        | Les lions sont lâchés                  |                                | Henri Verneuil                                        | 2 054 954 entrées   |
| 28.        | Napoléon II, l'aiglon                  |                                | Claude Boissol                                        | 2 029 634 entrées   |
| 29.        | Les Amours célèbres                    | Michel Boisrond                | 2 024 604 entrées                                     |                     |
| 30.        | La ciociara                            |                                | Vittorio De Sica                                      | 2 024 049 entrées   |
| 31.        | Le Grand Sam                           |                                | Henry Hathaway                                        | 1 994 920 entrées   |
| 32.        | Le Tracassin                           |                                | Alex Joffé                                            | 1 842 130 entrées   |
| 33.        | Cocagne                                |                                | Maurice Cloche                                        | 1 834 085 entrées   |
| 34.        | La Vengeance aux deux visages          |                                | Marlon Brando                                         | 1 792 896 entrées   |
| 35.        | L'Atlantide                            |                                | Giuseppe Masini / Edgar G. Ulmer / Frank Borzage      | 1 711 180 entrées   |
| 36.        | Capitaine Morgan                       | André de Toth / Primo Zeglio   | 1 705 395 entrées                                     |                     |
| 37.        | Léon Morin, prêtre                     |                                | Jean-Pierre Melville                                  | 1 702 860 entrées   |
| 38.        | Auguste                                |                                | Pierre Chevalier                                      | 1 689 238 entrées   |
| 39.        | Le Colosse de Rhodes                   |                                | Sergio Leone                                          | 1 686 128 entrées   |
| 40.        | Le Géant de la vallée des rois         |                                | Carlo Campogalliani                                   | 1 652 170 entrées   |
| 41.        | Le Monocle noir                        |                                | Georges Lautner                                       | 1 624 192 entrées   |
| 42.        | Les Robinsons des mers du Sud          |                                | Ken Annakin                                           | 1 558 775 entrées   |
| 43.        | La Ruée vers l'Ouest                   | Anthony Mann / Charles Walters | 1 477 318 entrées                                     |                     |
| 44.        | La Famille Fenouillard                 |                                | Yves Robert                                           | 1 375 366 entrées   |
| 45.        | La Guerre de Troie                     |                                | Giorgio Ferroni                                       | 1 299 603 entrées   |
| 46.        | Les Deux Cavaliers                     |                                | John Ford                                             | 1 249 480 entrées   |
| 47.        | Le Rendez-vous                         |                                | Jean Delannoy                                         | 1 240 593 entrées   |
| 48.        | Les Rôdeurs de la plaine               |                                | Don Siegel                                            | 1 222 051 entrées   |
| 49.        | Le Monde de Suzie Wong                 |                                | Richard Quine                                         | 1 132 710 entrées   |
| 50.        | L'Inconnu de Las Vegas                 |                                | Lewis Milestone                                       | 1 113 234 entrées   |
| 51.        | Quelle joie de vivre                   |                                | René Clément                                          | 1 091 343 entrées   |
| 52.        | Le Rendez-vous de septembre            |                                | Robert Mulligan                                       | 1 080 676 entrées   |
| 53.        | Piège à minuit                         | David Miller                   | 1 025 207 entrées                                     |                     |
| 54.        | La Menace                              |                                | Gérard Oury                                           | 1 005 769 entrées   |